# 2024-25 SV.LEAGUE WOMEN
2024-25 大同生命SV.LEAGUE WOMEN（だいどうせいめい・エスブイリーグ・ウィメン）は、2024年開幕のSV.LEAGUEの女子トップディビジョンである。
本大会はSVライセンスを保有する14クラブ（下表）が参加する予定。なお、デンソーエアリービーズは2023-24年度シーズンまでは愛知県西尾市を主たるホームタウンとしていたが、今回のSVライセンス取得に際し、これまでセカンダリーホームタウンとして活動してきた福島県郡山市に移転し、西尾市は「マザータウン」（セカンダリーホームタウン。立場入れ替え）と位置付けて活動することになった。ただし、当面練習拠点は西尾市に置いたままとしながら、数年間をかけて郡山市に拠点を移していく計画としている。

## 出場クラブ
- アランマーレ山形（旧プレステージ・インターナショナルアランマーレ）（ホームタウン：山形県天童市 ホームアリーナ：山形県総合運動公園総合体育館）
- デンソーエアリービーズ（福島県郡山市 宝来屋郡山総合体育館）[注 1]
- Astemoリヴァーレ茨城（旧日立Astemoリヴァーレ）（茨城県ひたちなか市 ひたちなか市総合運動公園総合体育館）
- 群馬グリーンウイングス（群馬県前橋市 ヤマト市民体育館前橋）
- 埼玉上尾メディックス（埼玉県上尾市 埼玉県立武道館）
- NECレッドロケッツ川崎（神奈川県川崎市 川崎市とどろきアリーナ）
- KUROBEアクアフェアリーズ（富山県黒部市 黒部市総合体育センター）
- PFUブルーキャッツ石川かほく（石川県かほく市 とり野菜みそ BLUECATS ARENA）
- クインシーズ刈谷（旧トヨタ車体クインシーズ）（愛知県刈谷市 ウィングアリーナ刈谷）
- 東レアローズ滋賀（滋賀県大津市 滋賀ダイハツアリーナ）
- 大阪マーヴェラス（旧JTマーヴェラス）（大阪府大阪市 Asueアリーナ大阪）
- ヴィクトリーナ姫路（兵庫県姫路市 ヴィクトリーナ・ウインク体育館）
- 岡山シーガルズ（岡山県岡山市 ジップアリーナ岡山）
- SAGA久光スプリングス（佐賀県鳥栖市 SAGAアリーナ）

## 試合方式
- レギュラーシーズン：14チームによるホーム&アウェイ方式全44試合（全クラブとの2回総当たり26試合+残り18試合は任意のチームとの追加対戦。ホームゲーム22試合）。上位8チームがチャンピオンシップ進出。
  - 順位決定方法

  1. 勝率
  2. 勝ち点（3-0か3-1の勝利3点・敗戦0点、フルセットの勝利2点・敗戦1点）
  3. セット率
  4. 得失点率
  5. 当該チームの直接対決における成績（勝率→勝ち点→セット率→得失点率）
  6. 抽選（理事会が必要とした場合）
- チャンピオンシップ
  - ノックアウト方式で、クォーターファイナル、セミファイナルは原則としてレギュラーシーズン上位クラブのホームコートにて開催。
  - ファイナルを含めて3戦2勝制とし、1勝1敗となった場合に第3戦を行う。
  - クォーターファイナルの組み合わせ
（左記チームがホームクラブ）
    - レギュラーシーズン1位対レギュラーシーズン8位（a）
    - レギュラーシーズン4位対レギュラーシーズン5位（b）
    - レギュラーシーズン3位対レギュラーシーズン6位（c）
    - レギュラーシーズン2位対レギュラーシーズン7位（d）

  - セミファイナルの組み合わせ
（ホームクラブは原則として対戦チームのレギュラーシーズン上位クラブとする）
    - （a）の勝者対（b）の勝者 --(e)
    - （c）の勝者対（d）の勝者 --(f)

  - 敗戦チームの順位決定戦は行わず、3-8位の成績はレギュラーシーズンの成績を基に決定

| 表凡例                                                       | 表凡例 |
| ------------------------------------------------------------ | ------ |
| - チーム（括弧内数字）はレギュラーシーズン順位＝シード順位。 |        |

|  | クォーターファイナル (3戦2勝制) | クォーターファイナル (3戦2勝制) |               |  | セミファイナル (3戦2勝制) | セミファイナル (3戦2勝制) |  |  | ファイナル (3戦2勝制) | ファイナル (3戦2勝制) |
|  |                                 |                                 |               |  |                           |                           |  |  |                       |                       |
|  | (a) @グリーンアリーナ神戸       |                                 |               |  |                           |                           |  |  |                       |                       |
|  |                                 |                                 |               |  |                           |                           |  |  |                       |                       |
|  | 大阪マーヴェラス (１)           |                                 |               |  |                           |                           |  |  |                       |                       |
|  | (e)@                            |                                 |               |  |                           |                           |  |  |                       |                       |
|  | Astemoリヴァーレ茨城 (８)       |                                 |               |  |                           |                           |  |  |                       |                       |
|  | (a)勝者                         |                                 |               |  |                           |                           |  |  |                       |                       |
|  | (b) @宝来屋ボンズアリーナ       |                                 |               |  |                           |                           |  |  |                       |                       |
|  |                                 | (b)勝者                         |               |  |                           |                           |  |  |                       |                       |
|  | デンソーエアリービーズ (４)     |                                 |               |  |                           |                           |  |  |                       |                       |
|  |                                 |                                 | @有明アリーナ |  |                           |                           |  |  |                       |                       |
|  | 埼玉上尾メディックス (５)       |                                 |               |  |                           |                           |  |  |                       |                       |
|  | (e)勝者                         |                                 |               |  |                           |                           |  |  |                       |                       |
|  | (c) @SAGAアリーナ               |                                 |               |  |                           |                           |  |  |                       |                       |
|  |                                 | (f)勝者                         |               |  |                           |                           |  |  |                       |                       |
|  | SAGA久光スプリングス (３)       |                                 |               |  |                           |                           |  |  |                       |                       |
|  | (f)@                            |                                 |               |  |                           |                           |  |  |                       |                       |
|  | ヴィクトリーナ姫路 (６)         |                                 |               |  |                           |                           |  |  |                       |                       |
|  | (c)勝者                         |                                 |               |  |                           |                           |  |  |                       |                       |
|  | (d) @とどろきアリーナ           |                                 |               |  |                           |                           |  |  |                       |                       |
|  |                                 | (d)勝者                         |               |  |                           |                           |  |  |                       |                       |
|  | NECレッドロケッツ川崎 (２)      |                                 |               |  |                           |                           |  |  |                       |                       |
|  |                                 |                                 |               |  |                           |                           |  |  |                       |                       |
|  | 東レアローズ滋賀 (７)           |                                 |               |  |                           |                           |  |  |                       |                       |
|  |                                 |                                 |               |  |                           |                           |  |  |                       |                       |

## 最終順位
| 順位 | チーム                      | 備考                  |
| ---- | --------------------------- | --------------------- |
| 1    | 大阪マーヴェラス            | レギュラーシーズン1位 |
| 2    | NECレッドロケッツ川崎       | レギュラーシーズン2位 |
| 3    | SAGA久光スプリングス        | レギュラーシーズン3位 |
| 4    | デンソーエアリービーズ      | レギュラーシーズン4位 |
| 5    | 埼玉上尾メディックス        | レギュラーシーズン5位 |
| 6    | ヴィクトリーナ姫路          | レギュラーシーズン6位 |
| 7    | 東レアローズ滋賀            | レギュラーシーズン7位 |
| 8    | Astemoリヴァーレ茨城        | レギュラーシーズン8位 |
| 9    | クインシーズ刈谷            |                       |
| 10   | PFUブルーキャッツ石川かほく |                       |
| 11   | 岡山シーガルズ              |                       |
| 12   | KUROBEアクアフェアリーズ    |                       |
| 13   | アランマーレ山形            |                       |
| 14   | 群馬グリーンウイングス      |                       |

## 表彰
シーズン終了後、以下のように個人賞が発表された。

### 個人賞
| 賞の名称                       | 受賞者氏名                     | 所属チーム名           | 記録     | 受賞回数 | 備考                         |
| ------------------------------ | ------------------------------ | ---------------------- | -------- | -------- | ---------------------------- |
| シーズン優勝ヘッドコーチ賞     | 酒井大祐                       | 大阪マーヴェラス       |          | 初受賞   |                              |
| チャンピオンシップMVP          | 田中瑞稀                       | 大阪マーヴェラス       |          | 初受賞   |                              |
| トップスコアラー               | シルビア・チネロ・ヌワカロール | 東レアローズ滋賀       | 1047得点 | 初受賞   | 最多得点                     |
| トップスパイカー               | ブリオンヌ・バトラー           | Astemoリヴァーレ茨城   | 51.7%    | 初受賞   | アタック決定率               |
| トップサーバー                 | ジュリエット・ロホイス         | 東レアローズ滋賀       | 16.9%    | 初受賞   | サーブ効果率                 |
| トップブロッカー               | ブリオンヌ・バトラー           | Astemoリヴァーレ茨城   | 0.86本   | 初受賞   | セット当たりブロック決定本数 |
| トップサーブレシーバー         | 川畑遥奈                       | デンソーエアリービーズ | 54.1%    | 初受賞   | サーブレシーブ成功率         |
| レギュラーシーズンMVP          | 林琴奈                         | 大阪マーヴェラス       |          | 初受賞   |                              |
| レギュラーシーズンベスト6      | シルビア・チネロ・ヌワカロール | 東レアローズ滋賀       |          | 初受賞   | ベストオポジット             |
| レギュラーシーズンベスト6      | 佐藤淑乃                       | NECレッドロケッツ川崎  |          | 初受賞   | ベストアウトサイドヒッター   |
| レギュラーシーズンベスト6      | ロザマリア・モンチベレル       | デンソーエアリービーズ |          | 初受賞   | ベストアウトサイドヒッター   |
| レギュラーシーズンベスト6      | ブリオンヌ・バトラー           | Astemoリヴァーレ茨城   |          | 初受賞   | ベストミドルブロッカー       |
| レギュラーシーズンベスト6      | 島村春世                       | NECレッドロケッツ川崎  |          | 初受賞   | ベストミドルブロッカー       |
| レギュラーシーズンベスト6      | 岩崎こよみ                     | 埼玉上尾メディックス   |          | 初受賞   | ベストセッター               |
| レギュラーシーズンベストリベロ | 川畑遥奈                       | デンソーエアリービーズ |          | 初受賞   |                              |
| 最優秀新人賞                   | 佐藤淑乃                       | NECレッドロケッツ川崎  |          | -        |                              |
| 最優秀フェアプレー             | 島村春世                       | NECレッドロケッツ川崎  | 5枚      | 初受賞   | グリーンカード獲得枚数       |
| MIP賞                          | ロザマリア・モンチベレル       | デンソーエアリービーズ |          | 初受賞   |                              |
| 最優秀育成クラブ賞             | SAGA久光スプリングス           |                        |          | 初受賞   |                              |
| 最優秀社会連携クラブ賞         | 岡山シーガルズ                 |                        |          | 初受賞   |                              |
| 特別表彰                       | 該当者なし                     |                        |          |          |                              |
| 功労者表彰                     | 鍋谷友理枝                     | クインシーズ刈谷       |          |          |                              |
| 功労者表彰                     | 山岸あかね                     | 埼玉上尾メディックス   |          |          |                              |